# 7639 Offutt
7639 Offutt (1985 DC1) là một tiểu hành tinh nằm phía ngoài của vành đai chính được phát hiện ngày 21 tháng 2 năm 1985 ở Đài thiên văn Oak Ridge, và được đặt theo tên của nhà thiên văn học Hoa Kỳ Warren B. Offutt.